# The Fall (Norah Jones)
The Fall è il quarto album in studio della cantante-cantautrice statunitense Norah Jones, uscito nel 2009 per la Blue Note Records. Il disco debuttò al terzo posto della classifica americana Billboard 200, vendendo nella prima settimana 180 000 copie: il risultato più basso per Norah Jones dopo il successo di Come Away with Me

## Caratteristiche dell'album
Il sito ufficiale della Jones afferma, con The Fall, di intraprendere una nuova direzione, sperimentando suoni diversi, una struttura più ritmica e nuovi collaboratori. Primo tra tutti, il produttore e ingegnere Jacquire King che lavorò precedentemente con Kings of Leon, Tom Waits e altri. Oltre a lui, si uniscono alla Jones vari collaboratori nella scrittura delle canzoni tra cui Ryan Adams e il fedele Jesse Harris. Ultimo passo del rinnovamento: un gruppo di nuovi musicisti. È la fine per la Handsome Band: il gruppo che aveva sostenuto la Jones nei primi tre dischi si scioglie alla fine del 2007. Ora, si aggiungono i batteristi Joey Waronker (Beck, R.E.M.) e James Gadson (Bill Withers), il tastierista James Poyser (Erykah Badu, Al Green), i chitarristi Marc Ribot (Tom Waits, Elvis Costello), Smokey Hormel (Johnny Cash, Joe Strummer)

## Tracce
1. Chasing Pirates (Norah Jones)
2. Even Though (Norah Jones/Jesse Harris)
3. Light As a Feather (Norah Jones/Ryan Adams)
4. Young Blood (Norah Jones/Mike Martin)
5. I Wouldn't Need You (Norah Jones)
6. Waiting (Norah Jones)
7. It's Gonna Be (Norah Jones)
8. You've Ruined Me (Norah Jones)
9. Back To Manhattan (Norah Jones)
10. Stuck (Norah Jones/Will Sheff)
11. December (Norah Jones)
12. Tell Yer Mama (Norah Jones/Jesse Harris/Richard Julian)
13. Man Of The Hour (Norah Jones)

La versione iTunes dell'album contiene inoltre la bonus track Can't Stop, mentre la versione giapponese contiene, oltre a essa, un'ulteriore canzone dal titolo Her red shoes.

## Singoli
Il 12 ottobre 2009 è stato estratto il primo singolo radiofonico tratto dall'album, la opening track Chasing Pirates. Il 26 dello stesso mese viene pubblicato anche il video della canzone. Altri singoli tratti dall'album saranno Stuck e Back to Manhattan.

## Date di pubblicazione
| Paese       | Data             | Etichetta | Formato |
| ----------- | ---------------- | --------- | ------- |
| Giappone    | 11 novembre 2009 | EMI       | CD      |
| Germania    | 13 novembre 2009 | EMI       | CD      |
| Olanda      | 13 novembre 2009 | Blue Note | CD      |
| Regno Unito | 16 novembre 2009 | EMI       | CD      |
| Francia     |                  | EMI       | CD      |
| Stati Uniti | 17 novembre 2009 | Blue Note | CD      |
| Brasile     | 30 novembre 2009 | EMI       | CD      |

## Andamento nella classifica FIMI
| Posizione | 24 | 17 | 19 | 32 | 33 | 38 | 31 | 33 | 45 | 35 | - | - | - | - |